# Kvinnor i militären

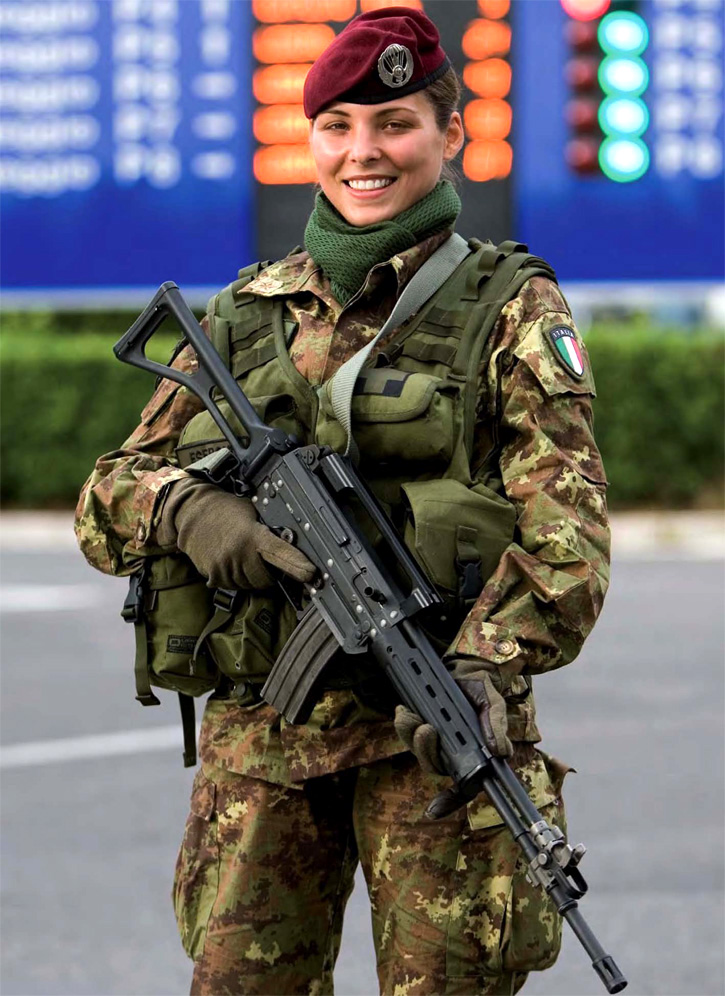
Italiensk fallskärmsjägare.

Kvinnor har genom tiderna spelat en betydande roll i krig och konflikter. Så länge som stater eller andra politiska samfund haft ett organiserat försvar har också kvinnor varit involverade i militära angelägenheter.[källa behövs] Även om historien är full av exempel på stridande kvinnor hör kvinnliga soldater än i dag till undantagen. Det faktumet håller emellertid på att luckras upp och kvinnors närvaro i aktuella konflikter, såsom Irakkriget är påtaglig.[källa behövs]

## Historia
Liksom stridande män är antalet kvinnor som deltagit i krig och konflikter under historiens gång oräkneligt om än något mer överskådligt. Bredden från egyptiska drottningar till kvinnliga arméer i det nuvarande Benin och europeiska ikoner som Jeanne d'Arc och Kristina Nilsdotter (Gyllenstierna) till första och andra världskrigets kvinnliga soldater är emellertid enorm. Ledande kvinnor inom militär och krigskonst har ofta också innehaft ett politiskt eller kungligt ämbete, och har i den rollen också fyllt militära funktioner. 
Militära organisationer var dock förr som nu starkt mansdominerade och det är först på senare tid kvinnor haft möjlighet att engagera sig inom det militära inom samtliga funktioner. Än idag är regionala skillnader påtagliga och många försvarsmakter utesluter fortfarande kvinnor från militär tjänst. 
En tillkommande inskränkning är värnplikten som med få undantag (Sverige, Norge, Israel, Nordkorea, Eritrea och Libyen) endast berör män.

### Israel
Israel är ett av de få länder som har värnplikt för kvinnor. Israeliska kvinnor är förpliktigade att tjänstgöra två år inom det israeliska försvaret, medan män tjänstgör tre år. Kvinnorna deltar dock inte i stridande positioner.
Vissa kvinnor kan dock få tjänstgöra frivilligt i stridande enheter, men har förväntats lämna dem då striderna väl börjar.

### Sverige

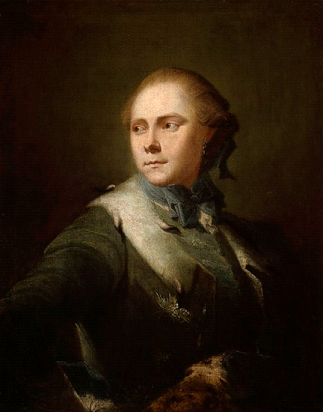
Dorothea Maria Losch

I Sverige har kvinnor, liksom i andra länder, tjänat som soldater utklädda till män under den tid kvinnor ännu inte tilläts bli soldater: Sveriges kanske mest kända exempel på detta var Ulrika Eleonora Stålhammar. En del av dessa erhöll också utmärkelser. För sina insatser i slaget vid Svensksund blev Dorothea Maria Lösch utnämnd till kapten vid svenska flottan, och Anna Maria Engsten erhöll medaljen För tapperhet till sjöss. Denna medalj ehöll även Brita Hagberg, efter att ha blivit sårad under Gustav III:s ryska krig, som hon deltagit i, förkädd till man.[källa behövs]
Kvinnor har varit verksamma i det svenska försvaret under många hundra år, men i stridande positioner först under de senaste decennierna. På 1980-talet öppnades värnpliktsutbildningen och därmed de militära yrkena för kvinnor. Sedan 1989 är samtliga befattningar inom försvaret öppna för kvinnor, även stridande. 1994 blev det dessutom möjligt för kvinnor att göra lumpen utan att de avsåg att genomgå påföljande officersutbildning.
År 2007 blev Lena Hallin regementschef för Ledningsregementet, och därmed Sveriges första kvinnliga förbandschef. Hon blev senare även Sveriges första general utanför det försvarsmedicinska området.
Kvinnor har under hela 1900-talet engagerat sig i frivillig försvarsverksamhet. Den svenska lottakåren (Riksförbundet svenska lottakårer) grundades 1924 och är en frivilligorganisation för kvinnor som vill engagera sig inom försvaret. Organisationen befattar sig främst med civila uppgifter som transport, IT-Support, organisation och krismanagement. I undantagsfall, som under andra världskriget, tjänstgjorde även lottor i den militära beredskapen. I dag har organisationen omkring 18 000 medlemmar.